# 膳大麻呂
膳 大麻呂（かしわで の おおまろ、生没年不詳）は、日本古代の6世紀前半の豪族。姓は臣。

## 記録
『日本書紀』巻第十八によると、内膳卿の大麻呂は勅命を受け、使者を派遣し、伊甚（いじみ）に珠（真珠）を求めたが、伊甚国造らは京（みやこ）へ出てくるのが遅くなり、時を踰（こ）えるまでに進上しなかった。大麻呂は激怒し、国造らを捕らえて縛り、その訳を問いただしたという。その剣幕に畏れ戦いた国造の伊甚稚子（いじみ の わくご）らは後宮の寝殿に逃げ込み、皇后の春日山田皇女を驚かせ、気絶させてしまった。そのため、事態は一層ややこしくなり、稚子らは重い罪に問われた。そして、伊甚屯倉を皇后のために寄進するという形でけりがついた、という。
この時期、屯倉の設置が数多く行われているが、これは同年7月に
と天皇が言われ、勅使を遣わして良田を搜し求めたという出来事と関連がある。女性の名は当時、みだりに知らせてはならなかったためであり、それゆえに屯倉に皇后の名前を残そうとしたのである。
同様のことを天皇は同年10月に大連大伴金村に伝えており、天皇には4人の妻がいるが嗣子がいないため、将来自分の名が忘れられてしまうと心配し、それに答えた金村は妃のために屯倉を残すようにと進言している。
これらは名代・子代の民が設置されたことの説明でもあり、大王の経済的基盤の拡充と政治的権力の拡大とを示しているものでもある。
膳大麻呂自身は「内膳卿」とあるように、供膳との関連が深いものと見られる。しかし、一族の中には任那日本府の将軍である膳斑鳩、遣百済使の膳巴提便、推古朝の荘馬の長である膳大伴などのように、外交関係で活躍したものも見られ、大麻呂も同様の働きをしたものと推定される。